# جار من الجحيم
جار من الجحيم هي لعبة ذو فكرة كوميدية تعتمد على عمل المقالب لجارك "Mr. Rottweiler" ويوجد منها 5 أجزاء.

## إعادة الإصدار
تم إعادة الإصدار بتاريخ 8 أكتوبر عام 2020، بمسمى جار عاد من الجحيم، حيث تدعم اللغة العربية.

## فكرتها
Mr. Rottweiler هو رجل ينعم بحياة هادئة وسعيدة لكن يقوم وودي الذي تقوم أنت باللعب به بازعاجه بعد أن قرر وودي الانتقام منه وجعل حياته سيئة وبائسة .
تحاول أنت التسلل إلى منزل جارك للقيام بالحيل عليه. وايضا تعتبر في هذه اللعبة نجم برنامج تلفزيوني بنفس اسم اللعبة، مع الكاميرات التي تتبع كل خطواتك، كما تحدد لك الحيل المطلوب منك اجرائها مثل نشر المقعد ورمي قشور الموز أو الصابون في الحمام الخاص بجارك، أو العبث بالاجهزة الكهربائية مثل التلفاز والكثير من الحيل، فالهدف من اللعب هو إثارة الضجة وخلق حالة من الفوضى.
وتشمل العقبات في الجار الذي يكون موجود في منزله وحيواناته الاليفة ككلبه وببغائه وكلاهما يحاول الإبلاغ عنك وتنبيه الجار الذي سياتي عند سماعه لندائهم .

## طريقة اللعب
في كل مستوى في اللعبة تحاول القيام بحيل جديدة لازعاج جارك وكلما انهيت مرحلة كلما زادت الحيل التي يجب عليك فعلها وزيادة الأماكن التي يجب عليك ان تقوم فيها بوضع الحيل لجارك، ويجب عليك ان تنهي ذلك قبل وصول جارك إليك أو إلى الغرفة التي توجد فيها كما في الجزء الأول، ويجب عليك تجنب
حيواناته الاليفة كبغبائه، يوجد أيضا في اللعبة أماكن للاختباء إذا كنت في غرفة يوجد فيها جارك،

## القصة
تدور احداث القصة حول woody وذات يوم كان جالس في حديقة منزله فيظهر كلب جاره rottweiler الصغير ويضايقه ويزعجه وايضا يظهر rottweiler ووالدته ويزعجونه ويدمرون له وقته الجميل فيقرر woody الانتقام فيقوم بالاتصال بشركة jowood لتصوير المقالب فيدخل منزل rottweiler ويحاول ازعاجه بدون أن يراه وكان يزعجه كل يوم لمدة أربعة مواسم أو سنة كاملة فيظهر في الجزء الثاني من اللعبة ويقرر rottweiler المغادرة مع زوجته إلى الصين لزيارة والدته فيقوم woody بالركوب معه بدون أن يراه حتى وصلوا إلى الصين ويستمر woody بمضايقته فيقوم بالمغادرة مع والدته وزوجته وابنها إلى أوروبا وايضا يسافر woody معهم ويضايقهم لذلك قرر rottweiler بالمغادرة والسفر مع عائلته إلى قارة افريقيا وايضاً يضايقه فيعود إلى الصين وفي الطريق يقوم woody بمضايقته فتغرق السفينة ويكملون المغادرة باستخدام مركب صغيرة وايضا يقوم woody بربط طوق بالمركب ويجلس فيه ويذهب معهم وتنتهي القصة.

## الاستقبال
تلقت نسخة الكمبيوتر الشخصي مراجعات "متوسطة"، بينما تلقت إصدارات GameCube وXbox "مراجعات غير مواتية بشكل عام"، وفقًا لموقع المراجعة Metacritic .
| نتائج المراجعة نشرة نقاط غيم كيوب حاسوب إكس بوكس سي جي إم غ/م [ 7 ] غ/م كمبيوتر غيمنغ ورلد غ/م [ 8 ] غ/م يورو غيمر غ/م 6/10 [ 9 ] غ/م غيم سبوت غ/م 6.7/10 [ 10 ] غ/م غيم سباي غ/م [ 11 ] غ/م غيم زون غ/م 7/10 [ 12 ] غ/م آي جي إن غ/م 7/10 [ 13 ] غ/م جو فيديو 11/20 [ 14 ] 13/20 [ 15 ] 11/20 [ 16 ] بي سي غيمر (الولايات المتحدة) غ/م 70% [ 17 ] غ/م إكس-بلاي غ/م [ 18 ] غ/م سينسيناتي (صحيفة) غ/م [ 19 ] غ/م مجموع النقاط ميتاكريتيك 41/100 [ 20 ] 69/100 [ 21 ] 49/100 [ 22 ] |          |        |          |
| نتائج المراجعة |          |        |          |
| نشرة | نقاط     | نقاط   | نقاط     |
| نشرة | غيم كيوب | حاسوب  | إكس بوكس |
| سي جي إم | غ/م      | [ 7 ]  | غ/م      |
| كمبيوتر غيمنغ ورلد | غ/م      | [ 8 ]  | غ/م      |
| يورو غيمر | غ/م      | 6/10   | غ/م      |
| غيم سبوت | غ/م      | 6.7/10 | غ/م      |
| غيم سباي | غ/م      | [ 11 ] | غ/م      |
| غيم زون | غ/م      | 7/10   | غ/م      |
| آي جي إن | غ/م      | 7/10   | غ/م      |
| جو فيديو | 11/20    | 13/20  | 11/20    |
| بي سي غيمر (الولايات المتحدة) | غ/م      | 70%    | غ/م      |
| إكس-بلاي | غ/م      | [ 18 ] | غ/م      |
| سينسيناتي (صحيفة) | غ/م      | [ 19 ] | غ/م      |
| مجموع النقاط |          |        |          |
| ميتاكريتيك | 41/100   | 69/100 | 49/100   |

## معلومات

### التكييفات وإعادة الإصدارات
تم إعادة إصدار نسخة مايكروسوفت ويندوز الأصلية رقميًا على GOG.com مع تكملة لها بواسطة JoWood في 9 يونيو 2009. ووتم إصدارها على Steam بواسطة Nordic Games في 7 نوفمبر 2013 بعد أن نجح المجتمع في الحصول على Greenlit.
تم إصدار تكييف محمول للعبة في جميع أنحاء العالم بواسطة THQ Nordic لنظامي التشغيل آي أو إس وأندرويد (توضيح) في 25 مايو 2017 على App Store وGoogle Play على التوالي. وتم إصدار منفذ لـ macOS في App Store في 22 يونيو 2017.

### التتمة
في عام 2004 تم إصدار تكملة بعنوان الجيران من الجحيم 2: في إجازة (بالإنجليزية: Neighbours from Hell 2: On Vacation)‏
وفي هذه اللعبة يسافر اللاعب إلى مواقع مختلفة حول العالم. وهذه المرة يجب أن يتحول حذر اللاعب إلى أم الجار أيضًا إذا كانوا لا يريدون أن يتم القبض عليهم.

## روابط خارجية
- الموقع الرسمي لسلسلة الجيران من الجحيم
- Neighbors from Hell (Windows) على موبي غيمز
- Neighbors from Hell (GameCube, Xbox) على موبي غيمز
- Neighbours from Hell (Nintendo DS) على موبي غيمز